# باري جاي ساندرز
باري جاي ساندرز (بالإنجليزية: Barry J. Sanders)‏ هو لاعب كرة قدم أمريكية أمريكي، ولد في 10 أبريل 1994 في أوكلاهوما سيتي في الولايات المتحدة.